# Kurtis Blow
Kurt Walker, född 9 augusti 1959, mer känd under sitt artistnamn Kurtis Blow, är en amerikansk rappare och skivproducent från Harlem, New York. Han är den första kommersiellt framgångsrika rappare och den första att underteckna med ett stort skivbolag. Kurtis Blows hitsingel "The Breaks" från 1980, är den första skivan inom genren att sälja guld.